# 遠州鉄道ターミナル営業所
遠州鉄道ターミナル営業所（ターミナルえいぎょうしょ）は、遠州鉄道（遠鉄バス）の営業所の一つであり、浜松市内の路線バスと各種高速バスを管轄していた。

## 概要
従来は松江町車庫として営業所関係なく浜松駅バスターミナル周辺の待機場の1つとして使用されていた場所を営業所に格上げしたものである。そのため、現在でも他の営業所の車両が多く出入りする。
他の遠鉄の営業所と異なり、定期便では最寄りバス停である松江町南バス停発着便は存在せず、すべて浜松駅バスターミナルなどからの回送で出入りする。ただし浜松シティマラソン実施による交通規制に伴う迂回運行時など、臨時に松江町南発着として運行されることはある。
また、浜松駅バスターミナルの窓口は当営業所の管轄となっている。
2021年、浜松東営業所と統合した。

## 沿革
- 2012年3月17日 - 車庫より格上げし、開設。コミュニティバスく・る・ると一般路線のスクール便を所管。
- 2013年7月1日 - 浜松東営業所からe-LineRとコミュニティバスひがしくんを、三方原営業所からe-wingをそれぞれ移管。

## 現在の所管路線

### 一般路線
ラッシュ時の通勤輸送・通学輸送便を主体に所管する。

### 高速バス

#### e-wing
- 浜松駅 - 本田技研 - 浜松西インター駐車場 - 中部国際空港

2013年7月1日より三方原営業所から移管。
細江営業所・磐田営業所と共管。

#### e-LineR
- 横浜イーライナー : 浜松駅 - 篠ヶ瀬 - 浜松インター駐車場 - 品川バスターミナル - 横浜駅 - 山下公園前
- 渋谷・新宿イーライナー : 浜松駅 - 篠ヶ瀬 - 浜松インター駐車場 - 渋谷駅 - バスタ新宿
- 大阪イーライナー : 浜松駅 - 本田技研 - 浜松西インター駐車場 - 京都深草 - 大阪駅JR高速バスターミナル - USJ

2013年7月1日より浜松東営業所から移管。

## 車両
2013年6月までは高速車が在籍せず日野車のみの配置だったため、遠鉄で唯一三菱ふそう車がなく、日野車しかいない営業所であった。浜松南営業所同様、いすゞ車は導入されていなかった。現在は一般路線車にも三菱ふそう車が在籍している。
- 一般路線車は日野レインボーHRと三菱ふそうエアロスターが在籍。
- コミュニティバスには日野ポンチョが在籍。
- 高速バスには三菱ふそうエアロバスならびにエアロエース、日野セレガ、いすゞガーラが在籍。